# Buddleja anchoensis
Buddleja anchoensis là một loài thực vật có hoa trong họ Huyền sâm. Loài này được Kuntze mô tả khoa học đầu tiên năm 1898.